# Saint-Bauzille-de-la-Sylve
Saint-Bauzille-de-la-Sylve é uma comuna francesa na região administrativa de Occitânia, no departamento de Hérault. Estende-se por uma área de 8,63 km². Em 2010 a comuna tinha 855 habitantes (densidade: 99,1 hab./km²).